# Chaetarcturus longispinosus
Chaetarcturus longispinosus är en kräftdjursart som beskrevs av Brandt 1990. Chaetarcturus longispinosus ingår i släktet Chaetarcturus och familjen Antarcturidae. Inga underarter finns listade i Catalogue of Life.